# MMS19
MMS19‏ (MMS19 homolog, cytosolic iron-sulfur assembly component) هوَ بروتين يُشَفر بواسطة جين MMS19 في الإنسان.